# Lumalive
Lumalive je fotonická textilie, jež využívá sukno jako světlo emitující materiál. Lumalive je tvořena řadou miniaturních LED diod zakomponovaných do vlákna látky. Výrobcem Lumalive je Philips Research Technologies.
Philips poprvé předvedl prototyp Lumalive v roce 2005 na Mezinárodním průmyslovém veletrhu IFA v Berlíně. Rok nato předvedla firma Phillips Lumalive jako hotovou tkaninu připravenou k výrobě.
Lumalive zatím není volně k dostání, ale firma Phillips ji již nabízí svým obchodním partnerům jako reklamní předmět. Designérka Anke Lohová použila Lumalive při své módní přehlídce v Chicagu.